# Liste der Stolpersteine in Bernburg (Saale)
Die Liste der Stolpersteine in Bernburg (Saale) enthält alle Stolpersteine, die im Rahmen des gleichnamigen Kunst-Projekts von Gunter Demnig in Bernburg (Saale) verlegt wurden. Mit ihnen soll Opfern des Nationalsozialismus gedacht werden, die in Bernburg (Saale) lebten und wirkten. Zwischen 2017 und 2024 wurden insgesamt 64 Steine an 23 Adressen verlegt.

## Verlegungen
- 25. März 2017: zehn Steine an zwei Adressen
- 25. Februar 2019: elf Steine an fünf Adressen
- 11. Dezember 2020: 15 Steine an sieben Adressen[1][2]
- 15. November 2024: 2 Steine an einer Adresse[3]
- 19. November 2024: 26 Steine an acht Adressen[4][5]

## Liste der Stolpersteine
| Adresse                                               | Datum der Verlegung | Person | Inschrift | Bild |
| ----------------------------------------------------- | ------------------- | --- | --- | ---- |
| Badergasse 19 ·                                       | 11. Dezember 2020   | Alfred Mühlhausen (1888–1941) | Hier wohnte ALFRED MÜHLHAUSEN Jg. 1888 Seit 1915 mehrere Heilanstalten ‚verlegt‘ 28.2.1941 Bernburg ermordet 28.2.1941 ‚Aktion T4‘                                  |      |
| Breite Straße 42a                                     | 19. November 2024   | Minna Philippstahl geb. Seelig (1871–1942) | Hier wohnte MINNA PHILIPPSTAHL geb. Seelig Jg. 1871 deportiert 1942 Theresienstadt ermordet 24.4.1944                                                               |      |
| Clara-Zetkin-Platz 1 ·                                | 11. Dezember 2020   | Moritz Eisemann (1878–1938) | Hier wohnte MORITZ EISEMANN Jg. 1878 ‚Schutzhaft‘ 1938 Buchenwald ermordet 19.11.1938                                                                               |      |
| Friedensallee 13 (ehemals Kaiserstraße 13) ·          | 11. Dezember 2020   | Hedwig Gumpel geb. Leyser (1872–1942) | Hier wohnte HEDWIG GUMPEL geb. Leyser Jg. 1872 gedemütigt / entrechtet Flucht in den Tod 26.11.1942                                                                 |      |
| Friedensallee 13 (ehemals Kaiserstraße 13) ·          | 11. Dezember 2020   | Dr. Max Gumpel (1901–?) | Hier wohnte DR. MAX GUMPEL Jg. 1901 ‘Schutzhaft‘ 1933 u. 1935 1935 die Bank enteignet Flucht 1937 England                                                           |      |
| Friedensallee 27 (ehemals Kaiserstraße 27) ·          | 25. Februar 2019    | Sidonie Simonsohn geb. Fried (1880–1944) Sidonie geb. Fried stammte aus Wien, wo sie eine Gesangs- und Schauspielausbildung begann. 1898 zog sie mit ihrer Familie nach Berlin. 1900 lernte sie Alfred Simonsohn kennen, den sie am 7. Januar 1902 heiratete. Alfred Simonsohn besaß in Bernburg eine Zigarrenfabrik und eine Kunstblumenfabrik. Zusammen mit ihrer Mutter übersiedelte Sidonie Simonsohn zu ihrem Mann nach Bernburg. Das Paar hatte zwei Söhne und eine Tochter. 1911 bezog die Familie eine Wohnung in der Kaiserstraße 27. Durch die Hyperinflation von 1923 verlor die Familie einen bedeutenden Teil ihres Vermögens. Die Zigarrenfabrik musste 1928 geschlossen werden. Nach der Machtergreifung der Nationalsozialisten stand die Kunstblumenfabrik am 1. April 1933 auf der Boykottliste. Am 21. September 1936 starb Alfred Simonsohn. Im gleichen Jahr verlor die Familie ihre Wohnung, da Juden nicht mehr im gleichen Haus wohnen durften wie Nichtjuden. Sie zogen zunächst in die Friedrichstraße 9 und nach dem Tod der Vermieterin 1938 ins jüdische Gemeindehaus. 1939 übersiedelte Sidonie Simonsohn zu ihrem Sohn Berthold nach Hamburg. Am 19. Juli 1942 wurde sie mit ihrem Sohn Berthold und ihrer Tochter Ilse ins Ghetto Theresienstadt deportiert. Dort starb Sidonie Simonsohn am 7. August 1944 an den Folgen einer Nierenbeckenentzündung. Ihre Kinder überlebten den Zweiten Weltkrieg. | Hier wohnte SIDONIE SIMONSOHN geb. Fried Jg. 1880 deportiert 1942 Theresienstadt ermordet 7.8.1944                                                                  |      |
| Friedrichstraße 17                                    | 19. November 2024   | Anneliese Gross (1910–1943) | Hier wohnte ANNELIESE GROSS Jg. 1910 deportiert 1943 Auschwitz ermordet                                                                                             |      |
| Friedrichstraße 17                                    | 19. November 2024   | Berta Gross geb. Hecht (1885–1942) | Hier wohnte BERTA GROSS geb. Hecht Jg. 1885 deportiert 1942 Ghetto Warschau ermordet                                                                                |      |
| Hallesche Straße 25 ·                                 | 25. März 2017       | Denny Sally Freiberg (1942–?) Denny Sally Freiberg wurde am 9. März 1942 als zweites Kind von Ilse und Rolf Freiberg geboren. Er wurde nach Ilses inzwischen verstorbenem Vater Sally Lewy (siehe Markt 8/9) benannt. Im Alter von nur einem Monat wurde er am 13. April 1942 gemeinsam mit seinen noch in Bernburg verbliebenen Familienmitgliedern über Magdeburg ins Ghetto Warschau deportiert, wo er später ermordet wurde. Sein genaues Todesdatum ist unbekannt. | Hier wohnte DENNY SALLY FREIBERG Jg. 1942 deportiert 1942 Ghetto Warschau ermordet                                                                                  |      |
| Hallesche Straße 25 ·                                 | 25. März 2017       | Gittel Freiberg (1939–?) Gittel Freiberg wurde 1939 als erstes Kind von Ilse und Rolf Freiberg geboren. Sie wurde am 13. April 1942 gemeinsam mit ihren noch in Bernburg verbliebenen Familienmitgliedern über Magdeburg ins Ghetto Warschau deportiert, wo sie später ermordet wurde. Ihr genaues Todesdatum ist unbekannt. | Hier wohnte GITTEL FREIBERG Jg. 1939 deportiert 1942 Ghetto Warschau ermordet                                                                                       |      |
| Hallesche Straße 25 ·                                 | 25. März 2017       | Ilse Freiberg geb. Lewy (1915–?) Ilse Lewy arbeitete als Verkäuferin in einer Zweigstelle des Geschäfts ihres Vaters in der Halleschen Straße 25d. Sie heiratete später ihren Kollegen Rolf Freiberg und hatte mit ihm zwei Kinder. Sie wurde am 13. April 1942 gemeinsam mit ihren noch in Bernburg verbliebenen Familienmitgliedern über Magdeburg ins Ghetto Warschau deportiert, wo sie später ermordet wurde. Ihr genaues Todesdatum ist unbekannt. | Hier wohnte ILSE FREIBERG geb. Lewy Jg. 1915 deportiert 1942 Ghetto Warschau ermordet                                                                               |      |
| Hallesche Straße 25 ·                                 | 25. März 2017       | Rolf Freiberg (1912–?) Rolf Freiberg stammte aus Kroppenstedt und arbeitete für Sally Lewy als Dekorateur. Später heiratete er dessen Tochter Ilse und hatte mit ihr zwei Kinder. Er wurde am 13. April 1942 gemeinsam mit seinen noch in Bernburg verbliebenen Familienmitgliedern über Magdeburg ins Ghetto Warschau deportiert, wo er später ermordet wurde. Sein genaues Todesdatum ist unbekannt. | Hier wohnte ROLF FREIBERG Jg. 1912 deportiert 1942 Ghetto Warschau ermordet                                                                                         |      |
| Hallesche Straße 43 ·                                 | 25. Februar 2019    | Alfred Katzenstein (1881–?) Alfred Katzenstein stammte aus Bad Salzuflen und betrieb in Bernburg seit 1911 ein Metallwarengeschäft. 1933 und erneut 1935 war sein Geschäft von Boykottaufrufen der nationalsozialistischen Machthaber betroffen. Am 13. August 1935 wurde Katzenstein wegen Steuerhinterziehung zu drei Jahren Zuchthaus und einer Geldstrafe verurteilt. Er wurde zunächst ins Gefängnis von Bernburg eingewiesen und 27. November 1935 in die Strafanstalt Brandenburg-Görden verlegt. Katzensteins letztes Lebenszeichen ist eine Unterschrift auf einem Formular vom 22. April 1936, mit dem die Löschung seiner Firma aus dem Handelsregister bestätigt wurde. Danach verliert sich seine Spur. | Hier wohnte ALFRED KATZENSTEIN Jg. 1881 verhaftet 1935 Gefängnis Bernburg Zuchthaus Brandenburg-Görden Schicksal unbekannt                                          |      |
| Hallesche Straße 43 ·                                 | 25. Februar 2019    | Jenny Katzenstein (1883–ca. 1942) Jenny Katzenstein war die Schwester von Alfred Katzenstein. Sie wurde in Bad Salzuflen geboren, wohnte später in Bernburg und dann in Leipzig. Vor Kriegsbeginn emigrierte sie nach Belgien. Nach der deutschen Besetzung wurde sie verhaftet und am 11. August 1942 von Mechelen aus nach Auschwitz deportiert, wo sie den Tod fand. Ihr genaues Todesdatum ist unbekannt. | Hier wohnte JENNY KATZENSTEIN Jg. 1883 Flucht Belgien interniert Mechelen deportiert 1942 ermordet in Auschwitz                                                     |      |
| Hohe Straße 18 ·                                      | 11. Dezember 2020   | Fritz Enoch Wöhler (1902–1943) | Hier wohnte FRITZ ENOCH WÖHLER Jg. 1902 deportiert 1943 Auschwitz ermordet 6.3.1943                                                                                 |      |
| Hohe Straße 18 ·                                      | 11. Dezember 2020   | Anna Salomon (1867–1942) | Hier wohnte ANNA SALOMON Jg. 1867 deportiert 1942 Theresienstadt ermordet 27.11.1942                                                                                |      |
| Karlsplatz 9 ·                                        | 11. Dezember 2020   | Wally Maschke geb. Israelski (1868–1942) | Hier wohnte WALLY MASCHKE geb. Israelski Jg. 1868 deportiert 1942 Theresienstadt ermordet 3.10.1942                                                                 |      |
| Korngasse 7 ·                                         | 15. November 2024   | Marianne Latoschinski geb. Hinz (1903–1944) Marianne Latoschinski wurde am 12. September 1903 in Bernburg geboren und engagierte sich für die KPD. Sie war zunächst mit Friedrich Wilhelm verheiratet. Nach dessen Tod heiratete sie Franz Latoschinski. Sie hatte drei Kinder. Latoschinski äußerte sich öffentlich gegen die Nationalsozialisten und wurde daraufhin im Dezember 1943 festgenommen. Der 3. Senat des Volksgerichtshofs verurteilte sie am 1. August 1944 wegen „Wehrkraftzersetzung“ zum Tode. Sie wurde am 29. September 1944 im Strafgefängnis Berlin-Plötzensee enthauptet. Zeitweise befand sich am Haus eine Gedenktafel für Marianne. Sie verschwand in den 1960er Jahren. | Hier wohnte MARIANNE LATOSCHINSKI geb. Hinz Jg. 1903 im Widerstand / KPD verhaftet Dez. 1943 'Wehrkraftzersetzung' hingerichtet 29.9.1944 Berlin-Plötzensee         |      |
| Korngasse 7 ·                                         | 15. November 2024   | Bruno Hinz (1900–1937) Bruno Hinz wurde in Bernburg geboren und musste 1933 aus Deutschland fliehen, da ein Kopfgeld auf ihn ausgesetzt worden war. Er soll eine Offiziersschule in der Sowjetunion besucht haben. Anschließend nahm er am Spanischen Bürgerkrieg als Kommandeur des Thälmann-Bataillons der XI. Internationalen Brigade teil und fiel am 24. August 1937 in Quinto. Bis zur Wende befand sich am Haus eine Gedenktafel für Bruno. | Hier wohnte BRUNO HINZ Jg. 1900 im Widerstand / KPD Flucht 1933 Spanien Internationale Brigaden Tod 24.8.1937                                                       |      |
| Kugelweg 14                                           | 19. November 2024   | Isabella Oppenheim (1901–?) | Hier wohnte ISABELLA OPPENHEIM Jg. 1901 Flucht 1934 USA |      |
| Lange Straße 37                                       | 19. November 2024   | Leon Salomonczyk (1885–1942) | Hier wohnte LEON SALOMONCZYK Jg. 1885 deportiert 1942 Ghetto Warschau ermordet                                                                                      |      |
| Lange Straße 37                                       | 19. November 2024   | Frieda Salomonczyk geb. Schypkewitz (1885–1942) | Hier wohnte FRIEDA SALOMONCZYK geb. Schypkewitz Jg. 1885 deportiert 1942 Ghetto Warschau ermordet                                                                   |      |
| Lange Straße 37                                       | 19. November 2024   | Erich Salomonczyk (1922–1942) | Hier wohnte ERICH SALOMONCZYK Jg. 1922 deportiert 1942 Ghetto Warschau ermordet                                                                                     |      |
| Lange Straße 37                                       | 19. November 2024   | Felix Senger (1882–1942) | Hier wohnte FELIX SENGER Jg. 1882 deportiert 1942 Ghetto Warschau ermordet                                                                                          |      |
| Lange Straße 37                                       | 19. November 2024   | Johanna Senger geb. Schönfeld (1897–1942) | Hier wohnte JOHANNA SENGER geb. Schönfeld Jg. 1897 deportiert 1942 Ghetto Warschau ermordet                                                                         |      |
| Lange Straße 37                                       | 19. November 2024   | Friedrich Senger (1925–1942) | Hier wohnte FRIEDRICH SENGER Jg. 1925 deportiert 1942 Ghetto Warschau ermordet                                                                                      |      |
| Lindenstraße 5 ·                                      | 25. Februar 2019    | Mathilde Madelong geb. Rosenbaum (1877–1944) Mathilde geb. Rosenbaum war die Ehefrau des Kaufmanns Eugen Madelong. Ihr Mann wurde 1939 Vertrauensmann der Bezirksstelle Sachsen-Thüringen der Reichsvereinigung der Juden in Deutschland für Bernburg. In dieser Funktion musste er regelmäßig Übersichten der in Bernburg lebenden Juden und auch Transportlisten für die Deportationen anfertigen. Auf der letzten Transportliste stand auch sein eigener Name, der seiner Frau und der seines Schwagers. Alle drei wurden 1942 ins Ghetto Theresienstadt deportiert. Dort wurde Mathilde Madelong am 9. September 1944 ermordet. Ihr Mann überlebte die Gefangenschaft und kehrte nach Bernburg zurück, wo er 1954 starb. | Hier wohnte MATHILDE MADELONG geb. Rosenbaum Jg. 1877 deportiert 1942 Theresienstadt ermordet 9.9.1944                                                              |      |
| Lindenstraße 5 ·                                      | 25. Februar 2019    | Richard Madelong (1910–1942) Richard Madelong war der Sohn von Eugen und Mathilde Madelong. Er wurde 1941 ins Ghetto Litzmannstadt deportiert, wo er am 29. März 1942 ermordet wurde. | Hier wohnte RICHARD MADELONG Jg. 1910 deportiert 1941 Łódź / Litzmannstadt ermordet 29.3.1942                                                                       |      |
| Lindenstraße 5 ·                                      | 25. Februar 2019    | Irmgard Schönstädt geb. Madelong (1906–?) Irmgard geb. Madelong wurde in Bernburg geboren und war die Tochter von Eugen und Mathilde Madelong. Sie war verheiratet mit Julius Schönstädt. Das Paar hatte eine Tochter. Im April 1942 wurden Irmgard Schönstädt, ihr Mann und ihre Tochter ins Ghetto Warschau deportiert. Ihr weiteres Schicksal ist unbekannt. Für Irmgard Schönstädt wurde auch im Emmerich am Rhein ein Stolperstein verlegt, siehe Liste der Stolpersteine in Emmerich am Rhein. | Hier wohnte IRMGARD SCHÖNSTÄDT geb. Madelong Jg. 1906 deportiert 1942 Ghetto Warschau ermordet                                                                      |      |
| Lindenstraße 5 ·                                      | 25. Februar 2019    | Julius Schönstädt (1904–?) Julius Schönstädt war der Ehemann von Irmgard Schönstädt. Er stammte aus Arolsen und wohnte mit seiner Familie in Pömbsen, Emmerich am Rhein und zuletzt in Bernburg. Im April 1942 wurden Julius Schönstädt, seine Frau und ihre Tochter ins Ghetto Warschau deportiert. Ihr weiteres Schicksal ist unbekannt. Für Julius Schönstädt wurde auch im Emmerich am Rhein ein Stolperstein verlegt. | Hier wohnte JULIUS SCHÖNSTÄDT Jg. 1904 deportiert 1942 Ghetto Warschau ermordet                                                                                     |      |
| Lindenstraße 5 ·                                      | 25. Februar 2019    | Regina Schönstädt (1934–?) Regina Schönstädt wurde in Kleve geboren und war die Tochter von Julius und Irmgard Schönstädt. Im April 1942 wurde sie zusammen mit ihren Eltern ins Ghetto Warschau deportiert. Ihr weiteres Schicksal ist unbekannt. Für Regina Schönstädt wurde auch im Emmerich am Rhein ein Stolperstein verlegt. | Hier wohnte REGINA SCHÖNSTÄDT Jg. 1934 deportiert 1942 Ghetto Warschau ermordet                                                                                     |      |
| Lindenstraße 5 ·                                      | 25. Februar 2019    | Richard Schönstädt (1874–1943) Richard Schönstädt war der Vater von Julius Schönstädt. Zwischen Mai 1939 und Dezember 1940 war er in die Wohnung seines Schwagers Eugen Madelong gezogen. 1942 wurde er zusammen mit seinem Schwager und seiner Schwägerin ins Ghetto Theresienstadt deportiert, wo er am 1. August 1943 ermordet wurde. | Hier wohnte RICHARD SCHÖNSTÄDT Jg. 1874 deportiert 1942 Theresienstadt ermordet 1.8.1943                                                                            |      |
| Lindenstraße 20e ·                                    | 11. Dezember 2020   | Bertha Klein (1893–1942) | Hier wohnte BERTHA KLEIN Jg. 1893 deportiert 1942 Ghetto Warschau ermordet                                                                                          |      |
| Lindenstraße 20e ·                                    | 11. Dezember 2020   | Ella Besser (1892–1942) | Hier wohnte ELLA BESSER Jg. 1892 deportiert 1942 Ghetto Warschau ermordet                                                                                           |      |
| Lindenstraße 20e ·                                    | 11. Dezember 2020   | Isidor Besser (1862–1939) | Hier wohnte ISIDOR BESSER Jg. 1862 gedemütigt / entrechtet Flucht in den Tod 13.2.1939                                                                              |      |
| Lindenplatz 2                                         | 19. November 2024   | Wilhelm Gottheiner (1878–1942) | Hier wohnte WILHELM GOTTHEINER Jg. 1878 deportiert 1942 Ghetto Warschau ermordet                                                                                    |      |
| Lindenplatz 2                                         | 19. November 2024   | Hulda Gottheiner (1881–1942) | Hier wohnte HULDA GOTTHEINER geb. Cohn Jg. 1881 deportiert 1942 Ghetto Warschau ermordet                                                                            |      |
| Lindenplatz 2                                         | 19. November 2024   | Max Gottheiner (1920–1943) | Hier wohnte MAX GOTTHEINER Jg. 1920 versteckt gelebt verhaftet 1942 hingerichtet 8.7.1943 Berlin-Plötzensee                                                         |      |
| Lindenplatz 2                                         | 19. November 2024   | Dorothea Asch (1867–1945) | Hier wohnte DOROTHEA ASCH Jg. 1867 deportiert 1942 Theresienstadt ermordet 17.3.1945                                                                                |      |
| Louis-Braille-Platz 16 (ehemals Waisenhausplatz 12) · | 25. Februar 2019    | Ida Böhm (1874–1941) Ida Böhm stammte aus Bernburg. Sie lebte über 20 Jahre im städtischen Armenhaus am damaligen Waisenhausplatz. Wegen „psychischer Störungen im Alter“ wurde sie am 5. Dezember 1938 in die Landes-Siechenanstalt Hoym eingewiesen. Nach einem Zwischenaufenthalt in der Landesheilanstalt Altscherbitz wurde sie im Rahmen der Aktion T4 am 21. April 1941 in die Tötungsanstalt Bernburg verlegt und dort noch am gleichen Tag ermordet. | Hier wohnte IDA BÖHM Jg. 1874 eingewiesen 1938 Siechenanstalt Hoym ‘verlegt’ 21.4.1941 Bernburg ermordet 21.4.1941 ‘Aktion T4’                                      |      |
| Markt 8/9 ·                                           | 25. März 2017       | Julius Freiberg (1887–?) Julius Freiberg war der Vater von Rolf Freiberg (siehe Hallesche Straße 25). In den frühen 1940er Jahren wohnte er bei der Familie seiner Schwiegertochter Ilse. Er wurde am 13. April 1942 gemeinsam mit seinen noch in Bernburg verbliebenen Familienmitgliedern über Magdeburg ins Ghetto Warschau deportiert, wo er später ermordet wurde. Sein genaues Todesdatum ist unbekannt. | Hier wohnte JULIUS FREIBERG Jg. 1887 deportiert 1942 Ghetto Warschau ermordet                                                                                       |      |
| Markt 8/9 ·                                           | 25. März 2017       | Frieda Lewy (1885–?) Frieda Lewy war seit 1907 die Ehefrau von Sally Lewy. Sie wurde am 13. April 1942 gemeinsam mit ihren noch in Bernburg verbliebenen Familienmitgliedern über Magdeburg ins Ghetto Warschau deportiert, wo sie später ermordet wurde. Ihr genaues Todesdatum ist unbekannt. | Hier wohnte FRIEDA LEWY Jg. 1885 deportiert 1942 Ghetto Warschau ermordet                                                                                           |      |
| Markt 8/9 ·                                           | 25. März 2017       | Günther Lewy (1919–1941) Günther Lewy war ein Sohn von Frieda und Sally Lewy. Er nahm sich 1941 selbst das Leben. | Hier wohnte GÜNTHER LEWY Jg. 1919 gedemütigt/entrechtet Flucht in den Tod 1941                                                                                      |      |
| Markt 8/9 ·                                           | 25. März 2017       | Sally Lewy (1882–1941) Sally Lewy wurde in Küstrin geboren und betrieb in Bernburg ein Geschäft für Wäsche, Stoffe und Damenmoden, später auch eine Fabrik. Lewy war Abgeordneter im Anhaltischen Landtag und diente im Ersten Weltkrieg als Offizier, wofür er mit dem Eisernen Kreuz I. und II. Klasse ausgezeichnet wurde. Er war mit Frieda Lewy verheiratet und hatte fünf Kinder. In Staßfurt, Calbe, Könnern, Wernigerode und Aken eröffnete er Zweigstellen seines Geschäfts. Bereits kurz nach der Machtergreifung der Nationalsozialisten war er Repressalien ausgesetzt. Im April 1933 erschien eine Boykottliste, die auch sein Unternehmen aufführte. Am 9. November 1938 wurde Sally Lewy zusammen mit allen anderen jüdischen Männern Bernburgs verhaftet und nach Dessau gebracht. Während die meisten anderen ins KZ Buchenwald deportiert wurden, wurde Lewy zurückgeschickt und am folgenden Tag ins Bernburger Gefängnis eingesperrt. Zeitgleich wurden seine Geschäfte in Bernburg und Staßfurt verwüstet und im Dezember 1938 „arisiert“. Sally Lewy blieb bis 1941 in Haft. Bereits kurz nach seiner Entlassung starb er am 21. März 1941 an einem Herzinfarkt. Von seiner Familie überlebte einzig sein Sohn Gerhard durch rechtzeitige Flucht über die Tschechoslowakei nach Palästina. Für Sally Lewy wurde auch in Staßfurt ein Stolperstein verlegt, siehe Liste der Stolpersteine in Staßfurt.           | Hier wohnte SALLY LEWY Jg. 1882 „Schutzhaft“ 1938 Gefängnis Dessau Gefängnis Bernburg tot 21.3.1941                                                                 |      |
| Markt 8/9 ·                                           | 25. März 2017       | Irmgard Sander geb. Lewy (1908–?) Irmgard Lewy war die Tochter von Frieda und Sally Lewy. Die Adresse der Staßfurter Filiale des väterlichen Geschäfts diente ihr 1935/36 zeitweilig als Wohnung. 1937 wurde sie Teilhaberin des Unternehmens. Im gleichen Jahr heiratete sie Kurt Sander. Sie wurde am 13. April 1942 gemeinsam mit ihren noch in Bernburg verbliebenen Familienmitgliedern über Magdeburg ins Ghetto Warschau deportiert, wo sie später ermordet wurde. Ihr genaues Todesdatum ist unbekannt. | Hier wohnte IRMGARD SANDER geb. Lewy Jg. 1908 deportiert 1942 Ghetto Warschau ermordet                                                                              |      |
| Markt 8/9 ·                                           | 25. März 2017       | Kurt Sander (1904–?) Kurt Sander war Kaufmann und der Ehemann von Irmgard geb. Lewy. Er wurde am 13. April 1942 gemeinsam mit seinen noch in Bernburg verbliebenen Familienmitgliedern über Magdeburg ins Ghetto Warschau deportiert, wo er später ermordet wurde. Sein genaues Todesdatum ist unbekannt. | Hier wohnte KURT SANDER Jg. 1904 deportiert 1942 Ghetto Warschau ermordet                                                                                           |      |
| Markt 21                                              | 19. November 2024   | Amalie Schwab (1879–?) | Hier wohnte AMALIE SCHWAB geb. Samson Jg. 1879 deportiert 1941 Ghetto Riga ermordet                                                                                 |      |
| Markt 21                                              | 19. November 2024   | Heinrich Schwab (1906–?) | Hier wohnte HEINRICH SCHWAB Jg. 1906 ‘Schutzhaft’ 1938 KZ Dachau Flucht USA                                                                                         |      |
| Mühlstraße 2                                          | 19. November 2024   | Pauline Israel (1857–1942) | Hier wohnte PAULINE ISRAEL Jg. 1857 gedemütigt/entrechtet Flucht in den Tod 4. Nov. 1942                                                                            |      |
| Mühlstraße 2                                          | 19. November 2024   | Therese Bendix (1872–1942) | Hier wohnte THERESE BEBDIX Jg. 1872 gedemütigt/entrechtet Flucht in den Tod 15. Nov. 1942                                                                           |      |
| Steinstraße 34 ·                                      | 25. Februar 2019    | Dietrich Rüter (1880–1935) Dietrich Rüter stammte aus Hagenburg und arbeitete als Dreher. Er war verheiratet und hatte drei Töchter. 1905 wurde er Mitglied der SPD. 1907 wurde er Bezirksleiter des Deutschen Metallarbeiter-Verbandes (DMV) in Hannover. Zwischen 1908 und 1914 war er Vorsitzender der lokalen DMV-Verwaltung. 1922 übersiedelte Rüter nach Bernburg und wirkte auch hier als DMV-Geschäftsführer. Nach der zwangsweisen Auflösung des DMV im Zuge der Gleichschaltung wurde Rüter 1933 kurzzeitig verhaftet. 1935 geriet er in den Verdacht, Teil eines illegalen Informationsnetzes zu sein. Im Februar 1935 wurde er zunächst ins Polizeigefängnis nach Leipzig verbracht. im April wurde er dort in die Gefängnisanstalt und am 7. August in die Untersuchungshaftanstalt Berlin-Moabit überführt. Dort wurde er am 25. September 1935 tot aufgefunden. | Hier wohnte DIETRICH RÜTER Jg. 1880 im Widerstand / DMV ‘Schutzhaft’ 1933 Gefängnis Bernburg verhaftet 1935 Gefängnis Leipzig Gefängnis Berlin-Moabit tot 25.9.1935 |      |
| Steinstraße 52 ·                                      | 11. Dezember 2020   | Sonja Buchhalter (1935–1943) | Hier wohnte SONJA BUCHHALTER Jg. 1935 deportiert 1943 ermordet in Auschwitz                                                                                         |      |
| Steinstraße 52 ·                                      | 11. Dezember 2020   | Riwka Buchhalter geb. Schönschneider (1911–1943) | Hier wohnte RIWKA BUCHHALTER geb. Schönschneider Jg. 1911 deportiert 1943 ermordet in Auschwitz                                                                     |      |
| Steinstraße 52 ·                                      | 11. Dezember 2020   | Max Buchhalter (1909–) | Hier wohnte MAX BUCHHALTER Jg. 1909 Flucht England |      |
| Wilhelmstraße 1 ·                                     | 11. Dezember 2020   | Hulda Falkenstein (1876–1944) | Hier wohnte HULDA FALKENSTEIN Jg. 1876 deportiert 1942 Theresienstadt 1944 Auschwitz ermordet 16.5.1944                                                             |      |
| Wilhelmstraße 1 ·                                     | 11. Dezember 2020   | Alexander Falkenstein (1868–1942) | Hier wohnte ALEXANDER FALKENSTEIN Jg. 1868 deportiert 1942 Theresienstadt ermordet 29.11.1942                                                                       |      |
| Wilhelmstraße 1 ·                                     | 19. November 2024   | Erich Cohn (1901–1972) | Hier wohnte ERICH COHN Jg. 1901 Flucht 1938 Palästina |      |
| Wilhelmstraße 1 ·                                     | 19. November 2024   | Marga Cohn geb. Behrend (1898–1989) | Hier wohnte MARGA COHN geb. Behrend Jg. 1898 Flucht 1938 Palästina                                                                                                  |      |
| Wilhelmstraße 1 ·                                     | 19. November 2024   | Mirjam Cohn (1934–2025) | Hier wohnte MIRJAM COHN verh. Haase Jg. 1934 Flucht 1938 Palästina                                                                                                  |      |
| Wilhelmstraße 1 ·                                     | 19. November 2024   | Jecheskiel Cohen (1932–2021) | Hier wohnte JECHESKIEL COHEN Jg. 1932 Flucht 1938 Palästina |      |
| Wilhelmstraße 1 ·                                     | 19. November 2024   | Meir Cohn (1928–2018) | Hier wohnte MEIR COHN Jg. 1928 Flucht 1938 Palästina |      |
| Wilhelmstraße 1 ·                                     | 19. November 2024   | Ferdinand Baruch (1871–1942) | Hier wohnte FERDINAND BARUCH Jg. 1871 gedemütigt/entrechtet Flucht in den Tod 27. März 1942 Berlin                                                                  |      |
| Wilhelmstraße 1 ·                                     | 19. November 2024   | Linda Baruch (1873–1942) | Hier wohnte LINDA BARUCH geb. Meyer Cohn Jg. 1873 gedemütigt/entrechtet Tod 1942                                                                                    |      |
| Wilhelmstraße 1 ·                                     | 19. November 2024   | Margarete Würfel (1902–?) | Hier wohnte MARGARETHE WÜRFEL geb. Baruch Jg. 1902 Flucht 1938 Tschechoslowakei USA                                                                                 |      |